# MZW
MZW – drugi studyjny album Månsa Zelmerlöwa, który w Szwecji na tydzień przed oficjalną premierą – 25 marca, uzyskała status złotej płyty. Album zawiera piosenkę „Hope & Glory”, która brała udział w szwedzkich preselekcjach do Eurowizji – Melodifestivalen 2009, studyjną wersję „Impossible” – utworu wykorzystanego do reklamy firmy TeliaSonera oraz dodatek w postaci wykonanych na żywo podczas gali Stjärnklart utworó „Et Maintenant” oraz w wersji Deluxe utworu „Kids”. 1 Kwietnia została wydana wersja specjalna albumu zawierającą większą liczbę zawartych tam broszur. MZW znalazł się na pierwszym miejscu szwedzkiej listy albumów. W Szwecji album zdobył status Złotej Płyty z liczbą ponad 20,000 sprzedanych kopii. Łącznie album zawiera 4 single, do żadnego jednak nie został nakręcony teledysk.

## Wydanie

### Historia
| Kraj    | Data             | Wytwórnia           | Format               | Wersja   |
| ------- | ---------------- | ------------------- | -------------------- | -------- |
| Szwecja | 25 marca 2009    | Warner Music Sweden | CD, digital download | Standard |
| Szwecja | 1 kwietnia 2009  | Warner Music Sweden | CD                   | Deluxe   |
| Polska  | 27 kwietnia 2009 | Warner Music Poland | CD                   | Standard |

### Wersja specjalna
W Szwecji od 1 kwietnia 2009 dostępna była wersja specjalna płyty różniąca się od zwykłej okładką, na której zamiast białych pojawiły się złote litery, dodatkowym bookletem. Wersja specjalna w sprzedaży iTunes zawierała wersje akustyczne utworów „Maniac” oraz „Hope & Glory”.

## Lista utworów

### Standardowa edycja
| #      | Tytuł                               | Kompozytorzy                                        | Producent                      | Czas |
| ------ | ----------------------------------- | --------------------------------------------------- | ------------------------------ | ---- |
| 1.     | „Hope & Glory”                      | Måns Zelmerlöw, Henrik Wikström, Fredrik Kempe      | Henrik Wikström, Fredrik Kempe | 3:02 |
| 2.     | „One Minute More”                   | Måns Zelmerlöw, Fredrik Kempe, Eshraque Ishi Mughal |                                | 2:59 |
| 3.     | „Freak Out”                         | Måns Zelmerlöw, David Clewett, Jason Gill           |                                | 3:38 |
| 4.     | „Impossible”                        | Måns Zelmerlöw, Aleena Gibson, Dan Sandquist        |                                | 3:47 |
| 5.     | „Find Love”                         | Måns Zelmerlöw, Eshraque Ishi Mughal, Michel Zitron |                                | 3:33 |
| 6.     | „Rewind”                            | Måns Zelmerlöw, David Clewett, Jason Gill           |                                | 3:26 |
| 7.     | „Forever”                           | Måns Zelmerlöw, Fredrik Kempe                       |                                | 3:27 |
| 8.     | „Saved Again”                       | Måns Zelmerlöw, Fredrik Kempe, Eshraque Ishi Mughal |                                | 2:59 |
| 9.     | „Home”                              | Måns Zelmerlöw, Fredrik Kempe, Eshraque Ishi Mughal |                                | 3:14 |
| 10.    | „A Stranger Saved My Life”          | Måns Zelmerlöw, Fredrik Kempe                       |                                | 4:13 |
| 11.    | „Whole New World”                   | Måns Zelmerlöw, Moh Denebi                          |                                | 3:43 |
| 12.    | „Hold On”                           | Måns Zelmerlöw, David Clewett, Jason Gill           |                                | 3:51 |
| Video. | „Et Maintenant" (Bonus Live Video)” |                                                     |                                |      |

### Wersja Deluxe Edition[4]
| #      | Tytuł                               | Kompozytorzy                                   | Producent                          | Czas |
| ------ | ----------------------------------- | ---------------------------------------------- | ---------------------------------- | ---- |
| 13.    | „Hope & Glory (Acoustic Version)”   | Måns Zelmerlöw, Henrik Wikström, Fredrik Kempe | Henrik Wikström, Fredrik Kempe     | 3:45 |
| 14.    | „Cara mia (Acoustic Version)”       | Fredrik Kempe, Henrik Wikström                 | Henrik Wikström, Koshiar Mehdipoor | 4:02 |
| 15.    | „Maniac (Acoustic Version)”         | Michael Sembello                               | Ali Payami                         | 4:26 |
| Video. | „Et Maintenant" (Bonus Live Video)” |                                                |                                    |      |
| Video. | „Kids" (Bonus Live Video)”          |                                                |                                    |      |

## Single
- „Hope & Glory” – pierwszy oficjalny singiel promujący album MZW. Singel został wydany 1 marca 2009 roku[6]. Utwór brał udział w szwedzkich preselekcjach do Eurowizji. Na szwedzkiej liście przebojów dotarł do siódmego miejsca.
- Hold On – drugi singiel artysty z albumu MZW został wydany 18 maja 2009. Piosenka dotarła do miejsca 22 na szwedzkiej listy przebojów. Utwór został wykonany podczas uroczystości zorganizowanej w Szwecji w ramach UNICEF.
- Impossible – wydany w 2009 roku singiel a albumu MZW oraz trzeci oficjalnie wydany utwór promujący album. Piosenka ta znalazła się na 48 miejscu szwedzkiej listy przebojów oraz została wykorzystana w reklamie firmy telekomunikacyjnej TeliaSonera.
- Rewind – singiel zdobył 5 pozycje w dwóch notowaniach Popliście radia RMF FM w 2009 roku.

## Pozycje na listach sprzedaży
| Kraj    | Notowanie              | Najwyższa pozycja |
| ------- | ---------------------- | ----------------- |
| Szwecja | Sverigetopplistan 2009 | 1                 |